# Озд (Муреш)
Озд (рум. Ozd) насеље је у Румунији у округу Муреш у општини Бикиш. Oпштина се налази на надморској висини од 344 m.

## Становништво
Према подацима из 2002. године у насељу је живело 413 становника.

### Попис2002.
| Расподела становништва по националности 2002.‍ | Расподела становништва по националности 2002.‍ | Расподела становништва по националности 2002.‍ | Расподела становништва по националности 2002.‍ | Расподела становништва по националности 2002.‍ |
| --------------------------------------------- | --------------------------------------------- | --------------------------------------------- | --------------------------------------------- | --------------------------------------------- |
|                                               |                                               |                                               |                                               |                                               |
| Румуни                                        | Румуни                                        |                                               | 19                                            | 4,6%                                          |
| Мађари                                        | Мађари                                        |                                               | 368                                           | 89,1%                                         |
| Роми                                          | Роми                                          |                                               | 26                                            | 6,3%                                          |